# Фабиан, Иван Андреевич
Иван Андреевич Фабиан — переводчик XVIII века.
В 1782 году сотрудничал в «Вечерней заре» Новикова и в объявлении об издании этого журнала назван «питомцем Императорского Московского университета, упражняющимся в науках».
В 1799 году преподавал в Московском университете «синтаксический немецкий класс», имея чин коллежского секретаря, что было указано на обложке изданной им в 1799 году, в Москве, «Новой немецкой грамматики, или руководства правильно говорить и писать по-немецки, основанного на правилах лучших немецкого языка учителей: Аделунга, Гейнаца и Морица». В том же 1799 году были напечатаны составленные Фабианом «Разговоры французские (новые), с российским переводом, разделенные на 99 задач». Не довольствуясь своим самостоятельным трудом, Фабиан перевел еще в 1804 году «Методическое чтение, руководствующее к познанию немецкого языка, с присовокуплением соответственного словаря и некоторых легких разговоров», соч. И. Ф. Вегелина. Кроме перечисленных самостоятельных и переводных учебников, Фабиану принадлежит перевод в двух частях с французского «Переписки Российской Императрицы Екатерины II и господина Вольтера, продолжавшейся с 1763 по 1778 г.» — сочинение, исполненное весьма добросовестно, вышло в Москве, в 1803 году. 